# Bengaluru FC
Bengaluru FC is een Indische voetbalclub uit Bangalore (officieel Bengaluru). De club werd op 20 juli 2013 opgericht en werd in 2014 direct landskampioen door de I-League te winnen. De club haalde de finale van de AFC Cup 2016. Voor het seizoen 2017/18 trad Bengaluru toe tot de Indian Super League. Daar werd de club direct tweede. In het seizoen 2018/19 won Bengaluru de Indian Super League.

## Bekende (oud)-spelers
- Dimas Delgado
- Erik Paartalu
- Miku
- Keziah Veendorp

## Bekende trainers
- John Kila